# خاظب

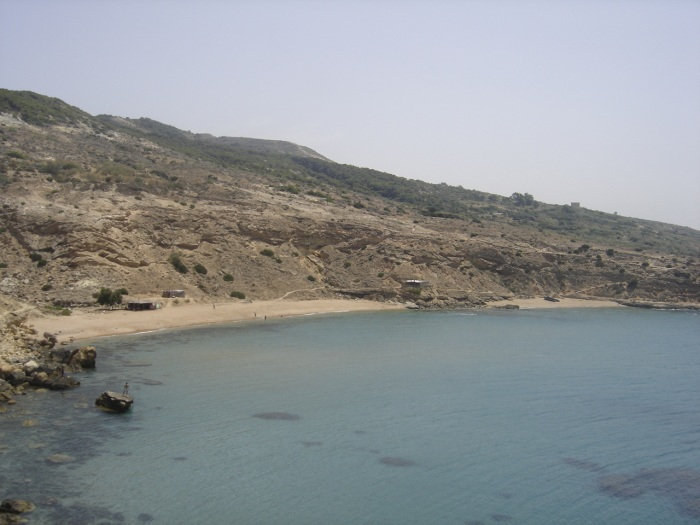

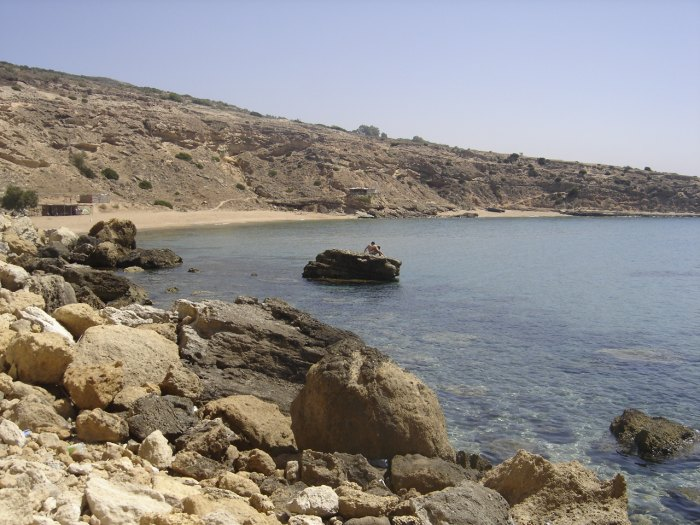

خاظب قرية مغربية صغيرة في منطقة الريف شمالي البلاد، تقع خاوب بجماعة بني شيكر بالقرب من مدينة الناظور في إقليم الناظور بالمغرب ، تتميز بمناظر طبيعية رائعة وشواطئ وصخور وغابات.